# Cucurbitaria naucosa
Cucurbitaria naucosa är en svampart som först beskrevs av Elias Fries, och fick sitt nu gällande namn av Karl Wilhelm Gottlieb Leopold Fuckel 1870. Cucurbitaria naucosa ingår i släktet Cucurbitaria och familjen Cucurbitariaceae.   Inga underarter finns listade i Catalogue of Life.